# إيوانيس غوناريس
إيوانيس غوناريس (باليونانية: Γιάννης Γούναρης)‏، من مواليد 6 يوليو 1952 ، لاعب كرة قدم يوناني سابق.
لعب مع منتخب اليونان لكرة القدم.

## وصلات خارجية
- إيوانيس غوناريس على موقع الاتحاد الدولي (مؤرشف)  (الإنجليزية)
- إيوانيس غوناريس على موقع ناشيونال فوتبول تيمز (الإنجليزية)
- إيوانيس غوناريس على موقع عالم كرة القدم.نت (الإنجليزية)